# Diaethria dissoluta
Diaethria dissoluta är en fjärilsart som beskrevs av Prezegandza 1927. Diaethria dissoluta ingår i släktet Diaethria och familjen praktfjärilar. Inga underarter finns listade i Catalogue of Life.